# Golden Globe per la miglior star televisiva maschile
Il Golden Globe per la miglior star televisiva maschile venne assegnato alla miglior star televisiva maschile dalla HFPA (Hollywood Foreign Press Association). È stato assegnato dal 1962 al 1969.

## Vincitori e candidati
L'elenco mostra il vincitore di ogni anno, seguito dagli attori che hanno ricevuto una candidatura. Per ogni attore viene indicata la trasmissione televisiva che gli ha valso la candidatura (titolo italiano e titolo originale tra parentesi).

### 1960
- 1962
  - John Charles Daly
  - Bob Newhart
- 1964
  - Mickey Rooney - Mickey (Mickey)
  - Lorne Greene - Bonanza (Bonanza)
  - E.G. Marshall - La parola alla difesa (The Defenders)
  - Jackie Gleason - Jackie Gleason and His American Scene Magazine (Jackie Gleason and His American Scene Magazine)
  - Richard Boone - The Richard Boone Show (The Richard Boone Show)
- 1965
  - Gene Barry - Burke (Burke's Law)
  - David Janssen - Il fuggiasco (The Fugitive)
  - Robert Vaughn - Organizzazione U.N.C.L.E. (Man from U.N.C.L.E.)
  - James Franciscus - Mr. Novak (Mr. Novak)
  - Robert Vaughn - Slattery's People (Slattery's People)
- 1966
  - David Janssen - Il fuggiasco (The Fugitive)
  - Don Adams - Agente Smart (Get Smart)
  - David McCallum - Organizzazione U.N.C.L.E. (Man from U.N.C.L.E.)
  - Robert Vaughn - Organizzazione U.N.C.L.E. (Man from U.N.C.L.E.)
  - Ben Gazzara - I giorni di Brian (Run for Your Life)
- 1967
  - Dean Martin - The Dean Martin Show (The Dean Martin Show)
  - Bill Cosby - Le spie (I Spy)
  - Robert Culp - Le spie (I Spy)
  - Ben Gazzara - The Rat Patrol (The Rat Patrol)
  - Ben Gazzara - I giorni di Brian (Run for Your Life)
- 1968
  - Martin Landau - Missione Impossibile (Mission: Impossible)
  - Andy Williams - The Andy Williams Show (The Andy Williams Show)
  - Dean Martin - The Dean Martin Show (The Dean Martin Show)
  - Brendon Boone - Garrison's Gorillas (Garrison's Gorillas)
  - Ben Gazzara - I giorni di Brian (Run for Your Life)
- 1969
  - Carl Betz - Judd for the Defense (Judd for the Defense)
  - Dean Martin - The Dean Martin Show (The Dean Martin Show)
  - Efrem Zimbalist Jr. - The F.B.I. (The F.B.I.)
  - Raymond Burr - Ironside (Ironside)
  - Peter Graves - Missione Impossibile (Mission: Impossible)